# Fammi dormire
Fammi dormire è un singolo del cantautore italiano Matteo Becucci, pubblicato dalla Klasse Uno e prodotto da Tony Canto e dallo stesso Becucci.